# Haus Broich (Troisdorf)

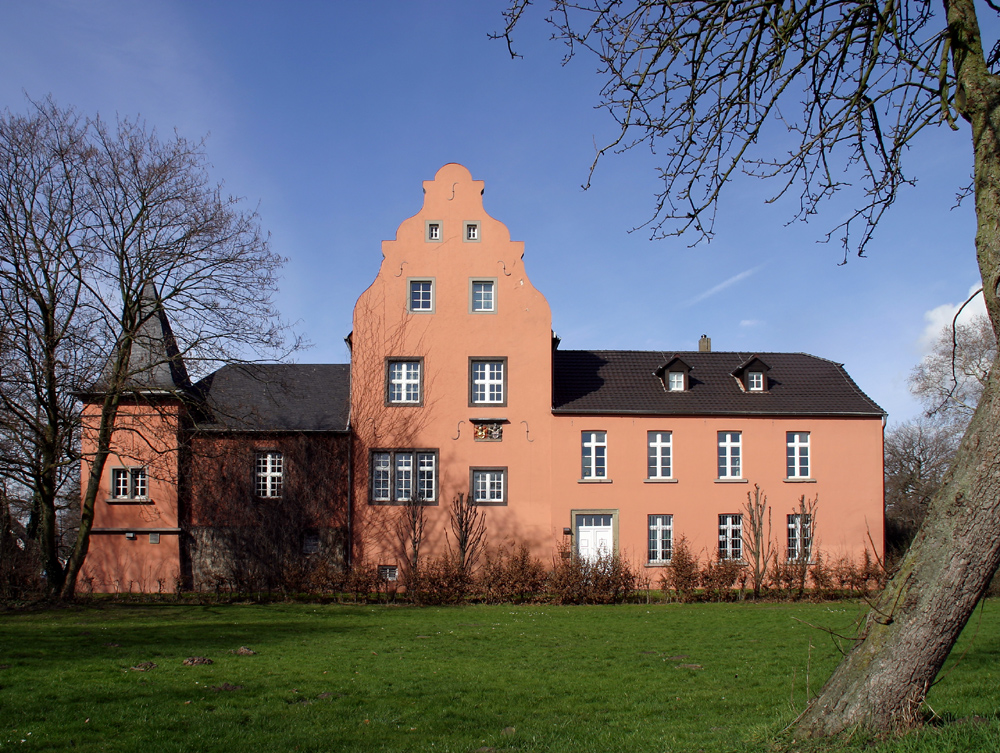
Haus Broich, Stand 2007

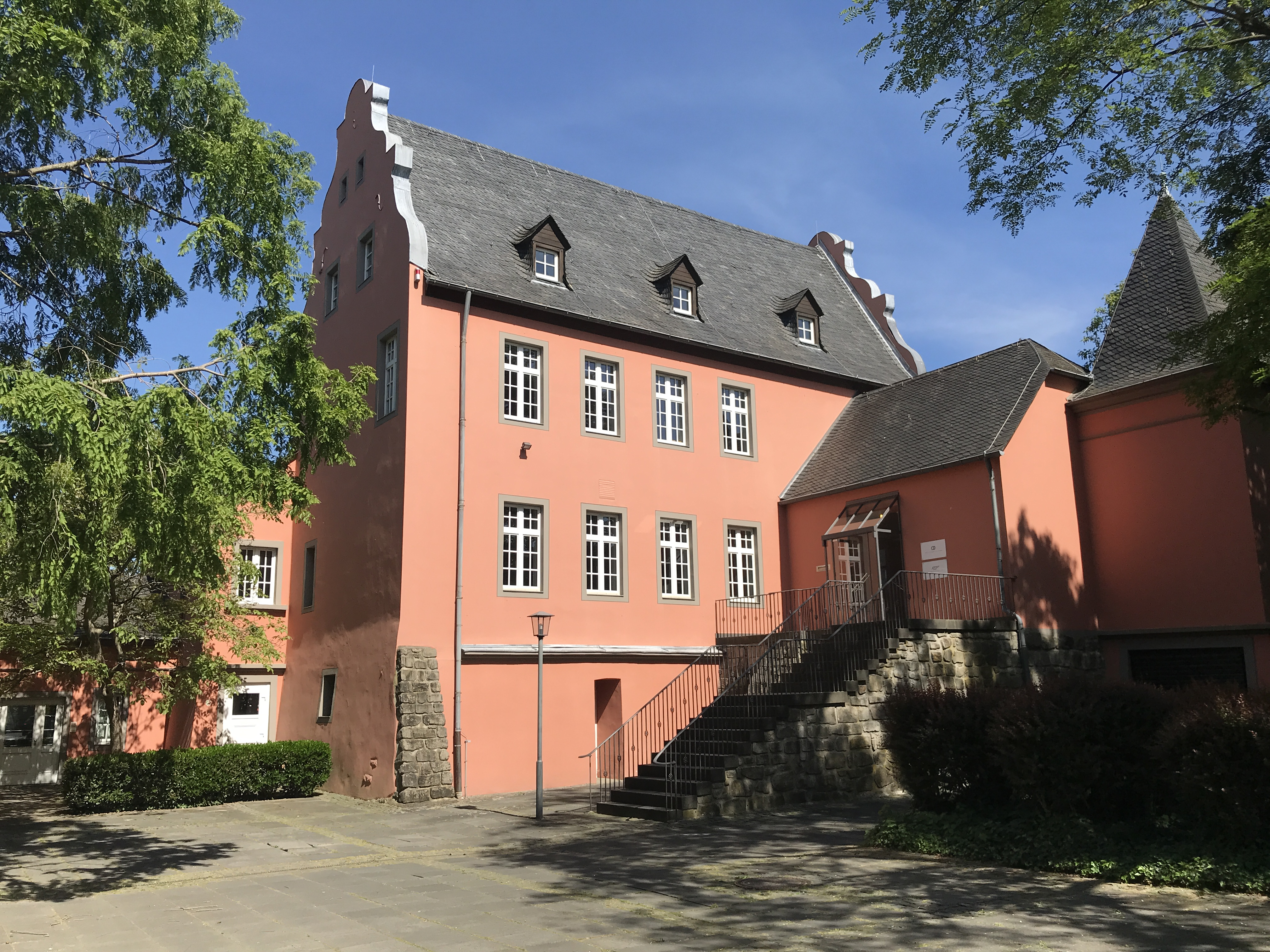
Rückseite mit Eingang, Stand 2020

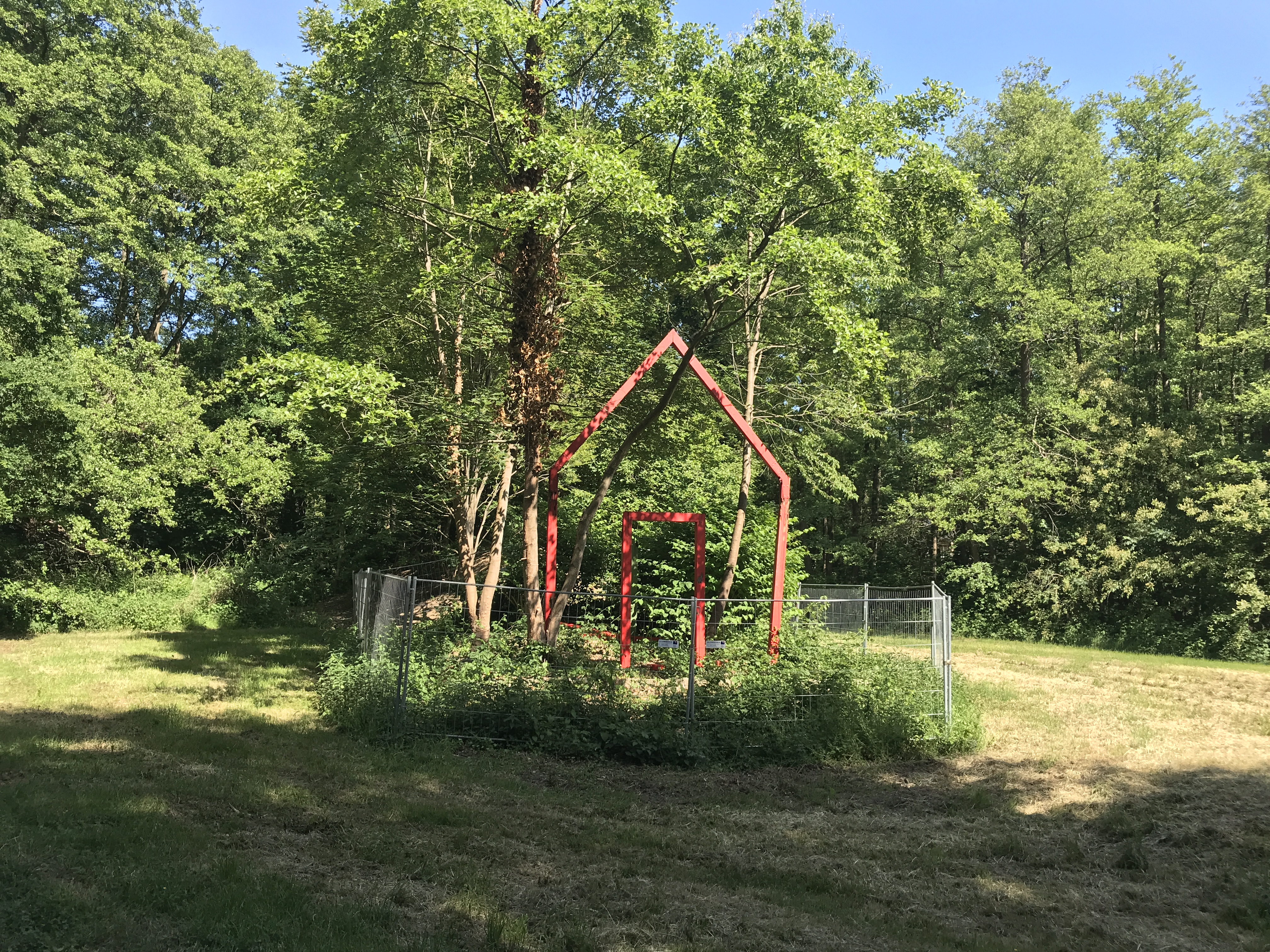
Gebäudeumriss im Park, Stand 2020

Das Haus Broich, auch als Burg bezeichnet, ist ein ehemaliger Adelssitz im Nordwesten von Spich bei Troisdorf, der bevölkerungsreichsten Stadt im Rhein-Sieg-Kreis in Nordrhein-Westfalen. Ursprünglich eine spätmittelalterliche Wasserburg der Herren von Broich zu Spich aus dem 12. Jahrhundert, befindet sich hier heute nach einem Umbau zu Beginn des 17. Jahrhunderts ein Herrenhaus im Spätrenaissancestil an der Burgstraße 17/Ecke Waldstraße. Es steht als Baudenkmal unter Denkmalschutz.

## Geschichte
Der Name Broich bezieht sich auf eine Sumpfgegend. Ein Udo de Bruche wurde vom Grafen von Berg in den Adelsstand erhoben. Für mehrere Jahrhunderte waren seine Nachfahren Vasallen der Grafen und späteren Herzöge von Berg. Für 1412 ist als Eigentümer Ludwig von dem Bloedesheym und später eine Sophia von Velbrück ausgewiesen. Vermutlich von 1522 bis 1742 war die Anlage im Besitz der Freiherren von Wolffen. Augustin von Wolffen ließ auf der Basis der alten Burganlage um 1620 bis 1623 den Neubau des Herrenhauses errichten. Vom Vorgängerbau ist lediglich der hochliegende kreuzgewölbte Keller, vermutlich vom Ende des 14. Jahrhunderts, erhalten. Haus Broich war ein landtagsfähiges Rittergut. Augustin von Wolffen wurde als Landfreiherr bezeichnet und 1621 von der kurtrierischen Lehnskanzlei mit dem Rittergut Ahrwichterich belehnt. Er war mit Cäcilia, geb. von Verken, verheiratet. Wolffen hatte den lutherischen Glauben angenommen, seine Frau war calvinistisch.
Von 1622 bis 1693 wurde im Haus Broich regelmäßig reformierter Gottesdienst von einem Wanderpfarrer gehalten. Von den drei Kindern des Paares heiratete die Tochter Anna gegen 1630 Abraham Loison, einen Oberstleutnant im schwedischen Regiment Götz; ab 1633 war Loison Kommandeur der schwedischen Besatzung der Festung Siegburg. Dieser Verbindung soll Spich die Verschonung von Übergriffen der Schweden im Dreißigjährigen Krieg verdanken.
1721 übernahm Franz Bernhard von Westrem (Abt im Kloster Siegburg von 1706 bis 1735) das Eigentum an Haus Broich aufgrund eines Pflegevertrages, den Johann Friedrich Winand von Wolffen für seine Frau mit ihm geschlossen hatte. Der Abt ließ den Hof von einem Halbpächter (Heinrich Görres) bewirtschaften. 1745 wurde die Familie Molkenbauer Eigentümer des Anwesens, 1790 erfolgte der Verkauf an Finanzrat Kerris und 1817 oder 1826 erwarb es der Nagelschmied Christian Renner, dem Josef Renner als Eigentümer folgte. Die Familie Renner ließ um 1880 die beiden Turmgebäude anbauen. Im Jahr 1893 erbte Laura Bouserath das Gebäude und 1897 oder 1898 übernahm es der Fabrikant Raymond Hoddick aus Langenfeld, der einen Teil des zugehörigen Landbesitzes zwecks Abbaus der dort lagernden Sand- und Tonvorkommen an die Kunstsandstein- und Thonwerke GmbH verpachtete, zu deren Gründungsgesellschaftern er gehörte. Nach dem Tod Hoddicks erwarb der Kommerzienrat Wolff aus Elberfeld das Herrenhaus im Jahr 1902. Bekannt ist, dass das Objekt 1970 per Erbschaft an Christa Löwer fiel, die es 1971 an die Stadt Troisdorf verkaufte. Die Stadt nutzte es nach umfassender Renovierung von 1975 bis 1988 als Jugendzentrum. 1989 erwarb eine Werbeagentur das Anwesen.
Das Grabensystem der Wasserburg wurde im 19. Jahrhundert eingeebnet. Die Wirtschaftsgebäude stammen aus der Zeit vor 1867. In den 1970er-Jahren wurde die Anlage saniert. Der heutige Park entstand 1980.
Vor Haus Broich, nur etwa einen Kilometer entfernt vom Spicher Hohlstein, liegt ein großer Quarzitblock.

## Architektur
Das ursprünglich von Gräben umgebene, noch bestehende Hauptgebäude ist zweiflüglig. An das schmale, aber höhere, viergeschossige Haupthaus mit seinen auffälligen, geschweiften Renaissancegiebeln und einem steilen Dach schließt sich rechtwinklig ein niedrigerer, zweigeschossiger Nebenflügel an. Außerdem gibt es kleinere Anbauten aus neuerer Zeit, darunter ein kleiner quadratischer Turm. An der äußeren Giebelseite des Haupthauses befindet sich ein Allianzwappen zur Eheschließung des Augustin von Wolffen im Stil der Renaissance, betitelt „Wolff - Verken. Anno 1623“. An der Giebelfassade wurden Maueranker eingesetzt.